# Charles A. Ferguson
Charles Albert Ferguson (Filadèlfia, Pennsilvània, 6 de juliol de 1921 – Palo Alto, Califòrnia, 2 de setembre de 1998) va ser un lingüista estatunidenc que es considera com el pare de la sociolingüística. Les recerques i els escrits de Ferguson divulgaren i popularitzaren el concepte de diglòssia.

## Biografia
Charles Albert Ferguson va nàixer el 1921 a Filadèlfia. Feu tota la seva escolaritat en aquesta ciutat abans d'anar a la Universitat de Pennsylvania. Allà obtingué el seu BA en filosofia el 1942. Els anys següents s'interessà al coneixement i funcionament de diverses llengües i es diplomà així en estudis orientals el 1943 (MA), amb un treball sobre l'àrab marroquí, i dos anys després, el 1945, es doctorà en aquesta especialitat amb una tesi sobre la llengua bengalí col·loquial.
Després dels seus estudis Ferguson treballà com a lingüista especialitzat en llengües del Pròxim Orient al departament d'estat dels Estats Units entre 1947 i 1955 abans d'ingressar a la Universitat Harvard com a lector en lingüística i àrab on ensenyà fins al 1959.
Aquell mateix any creà i dirigí el Centre de Lingüística Aplicada (en anglès: Center for Applied Linguistics) a la ciutat de Washington on conjuntament amb altres lingüistes ideà el primer examen que mesurava el nivell d'anglès dels locutors d'altres llengües, el TOEFL, prova que tingué lloc per primera vegada el 1964. Romangué al centre fins al 1966, dirigint-se a continuació cap a una carrera universitària.
El 1967 ingressà com a professor de lingüística a la Universitat Stanford on va ser el fundador del programa de lingüística de la universitat.
El 1986 rebé el títol de professor emèrit de lingüística.